# Haemagogus clarki
Haemagogus clarki är en tvåvingeart som först beskrevs av Galindo och Carpenter 1952.  Haemagogus clarki ingår i släktet Haemagogus och familjen stickmyggor. Inga underarter finns listade i Catalogue of Life.